# 야쿠티아 항공의 운항 노선
2017년 3월 기준, 야쿠티아 항공은 다음과 같은 노선을 운항하고 있다.

## 운항 노선

### 아시아

#### 동아시아
- 대한민국
  - 서울 - 인천국제공항
  - 양양 - 양양국제공항 계절편
  - 청주 - 청주국제공항
  - 제주 - 제주국제공항
- 중화인민공화국
  - 베이징 - 베이징 서우두 국제공항
  - 하얼빈 - 하얼빈 타이핑 국제공항
- 일본
  - 도쿄 - 나리타 국제공항

#### 서남아시아
- 이스라엘
  - 텔아비브 - 벤구리온 국제공항

#### 중앙아시아
- 우즈베키스탄
  - 타슈켄트 - 타슈켄트 국제공항
  - 페르가나 - 페르가나 국제공항
- 타지키스탄
  - 두샨베 - 두샨베 공항

### 유럽

#### 서유럽
- 독일
  - 뮌헨 - 뮌헨 국제공항 계졀편

#### 남유럽
- 스페인
  - 바르셀로나 - 바르셀로나 엘프라트 국제공항 계졀편
- 이탈리아
  - 리미니 - 리미니 페데리코 펠리니 국제공항 계졀편
- 키프로스
  - 라르나카 - 라르나카 국제공항 계졀편

#### 동유럽
- 러시아
  - 모스크바 시
    - 모스크바 - 브누코보 국제공항 허브

  - 상트페테르부르크 시
    - 상트페테르부르크 - 풀코보 국제공항

  - 부랴트 공화국
    - 울란우데 - 바이칼 국제공항

  - 사하 공화국
    - 네륜그리 - 츌만 공항
    - 뉴르바 - 뉴르바 공항
    - 디푸타스키 - 디푸타스키 공항
    - 렌스크 - 렌스크 공항
    - 미리니 - 미리니 공항
    - 바타가이 - 바타가이 공항
    - 베르흐네빌류이스크 - 베르흐네빌류이스크 공항
    - 벨라야 고아 - 벨라야 고아 공항
    - 빌류이스크 - 빌류이스크 공항
    - 순타르 - 순타르 공항
    - 스레드네콜림스크 - 스레드네콜림스크 공항
    - 야쿠츠크 - 야쿠츠크 공항 허브
    - 올레뇨크 - 올레뇨크 공항
    - 올료크민스크 - 올료크민스크 공항
    - 지간스크 - 지간스크 공항
    - 지랸카 - 지랸카 공항
    - 초쿠르다흐 - 초쿠르다흐 공항
    - 크노우 - 크노우 공항
    - 틱시 - 틱시 공항
    - 한디가 - 한디가 공항

  - 노보시비르스크주
    - 노보시비르스크 - 톨마쵸보 국제공항

  - 마가단주
    - 마가단 - 소콜 공항

  - 스베르들롭스크주
    - 예카테린부르크 - 콜초보 공항

  - 아무르주
    - 블라고베시첸스크 - 이그나톄보 공항

  - 옴스크주
    - 옴스크 - 옴스크 첸트랄니 공항

  - 이르쿠츠크주
    - 이르쿠츠크 - 이르쿠츠크 국제공항
    - 브라츠크 - 브라츠크 공항

  - 크라스노다르 지방
    - 소치 - 소치 국제공항
    - 크라스노다르 - 크라스노다르 국제공항
    - 아나파 - 아나파 공항

  - 크라스노야르스크 지방
    - 크라스노야르스크 - 예밀야노보 국제공항

  - 자바이칼 지방
    - 치타 - 카달라 공항

  - 프리모르스키 지방
    - 블라디보스토크 - 블라디보스토크 국제공항

  - 하바롭스크 지방
    - 하바롭스크 - 하바롭스크 공항
- 우크라이나
  - 심페로폴 - 심페로폴 국제공항
- 체코
  - 프라하 - 프라하 바츨라프 하벨 국제공항 계절편

### 아메리카

#### 북아메리카
- 미국
  - 앵커리지 - 테드 스티븐스 앵커리지 국제공항 계절편

## 단항 노선

### 아시아

#### 동아시아
- 대한민국
  - 부산 - 김해국제공항
- 일본
  - 삿포로 - 신치토세 공항
  - 야마가타 - 야마가타 공항
- 몽골
  - 울란바토르 - 칭기즈 칸 국제공항

#### 중앙아시아
- 아제르바이잔
  - 바쿠 - 헤이다르 알리예프 국제공항